# Zambia zászlaja
A repülő sas a szabadságot jelképezi, illetve azt a képességet, hogy az ország felülemelkedik a nehézségein. A vörös szín a függetlenségért vívott harcot képviseli, a fekete pedig Zambia népét. A narancsszín az ásványkincsekre, a zöld természeti erőforrásokra utal.